# All in the Family (песня)
All in the Family — песня, сочинённая и написанная американской ню-метал-группой Korn и вокалистом Limp Bizkit Фредом Дёрстом. Демоверсия песни была выпущена в качестве радио-тизера, незадолго до выхода Got the Life, первого сингла с альбома Follow the Leader.

## Музыка и структура песни
Трек представляет собой рэпметал с приглашённым в качестве второго вокалиста лидера рок-группы Limp Bizkit Фредом Дёрстом. Песня построена в виде словесной дуэли между лидерами двух групп, с элементами хип-хопа, искажёнными семиструнными гитарами и фирменным басовым звучанием Филди.

## Джонатан Дэвискомментирует значение песни
Фред был тут после Korn TV и мы сказали: «Давай сделаем песню вместе. Эй, мужик, давай вернемся обратно и сразимся друг с другом, прямо как в старых школьных поединках.» Не знаю чья это была идея, не могу вспомнить, была ли это моя идея, или Филди, или Фреда, но идея была и мы начали сочинять и работать вместе. Я притащил кучу своих стихов для поединка. Веселье было на славу. — Джонатан Дэвис
Оригинальный текст (англ.)Fred was there after Korn TV and we said, 'Let's do a song together, Hey, man, let's go back and forth and rip on each other like an old school battle.' I don't know whose idea it was, I can't remember if it was mine or Fieldy's or Fred's but we came up with the idea and we started writing and we worked on it together. I came up with some bags on myself for Fred to say. It was all in good natured fun."

## Отзывы в прессе
Выдержка из рецензии на сингл в журнале Rolling Stone:

Также плохо то, что Korn легко могут прийти от убедительности к бессмысленности. Следующий трек, "All in the Family", представляет собой словесную дуэль между Дэвисом и Фредом Дёрстом из Limp Bizkit, ритмичный хип-хоп трек с потоком добродушных оскорблений — если не считать "педик" и "гомик" и многоступенчатых тирад в духе "Отсоси, малыш, как это делал твой папаша" и "Ты педик и ниже плинтуса". Для Дэвиса и Дёрста это может быть просто безвредная школьная перепалка. Но Дэвис знает, что слова могут делать больно — это было основной мыслью в "Faget", и гомосексуальные выпады в "All in the Family" снижают, по крайней мере на те пять минут, что длится песня, силу и прямоту альбома, направленного против жестокости и предвзятости.
Оригинальный текст (англ.)It's too bad that Korn can go so easily from the potent to the pointless. The very next track, "All in the Family," is an MC duel between Davis and Fred Durst of Limp Bizkit, a stomping hip-hop track with a good-natured barrage of insults – except for the "faggot" and "fairy" cracks and lame-o lines like "Suck my dick, kid, like your daddy did" and "You're a fag and on a lower level." To Davis and Durst, that may just be harmless schoolyard jivin'. But Davis knows words can hurt – that was the whole point of "Faget," on Korn – and the homosexual slams in "All in the Family" cheapen, at least for those five minutes, the power and integrity of an album otherwise devoted to kickin' it against cruelty and prejudice

## Ремиксы
На песню было сделано два ремикса, «Clark World Mix» (смикшировано Кларком Кентом), и «Sowing the Beats Mix» (смикшировано Левелом Х). Некоторые издания альбома Follow the Leader вышли с дополнительным CD, содержащим эти два трека
.

## Список композиций
- CD ESK 41269

1. «All in the Family» (Rough Mix) — 4:51
2. «All in the Family» (Clark World Mix) — 4:45
3. «All in the Family» (Sowing the Beats Mix) — 4:51
4. «All in the Family» (Beats in Peace Mix) — 4:15
5. «All in the Family» (Scary Bird Mix) — 8:40